# Renegado
O termo renegado aplica-se a pessoas que tenham abjurado (renunciado) às suas crenças, ideais ou opiniões. Em muitos contextos está associado à renúncia a uma religião (apostasia ou conversão), partido ou ideologia política. De forma mais genérica, pode aplicar-se a quem tenha sido repelido, desprezado, execrado ou amaldiçoado.
Grande parte dos renegados foram uma das consequências da luta entre os habitantes de ambas as margens do Mediterrâneo entre os séculos XV e XVII. No contexto de guerras religiosas, os renegados eram aqueles que, devido a diversas circunstâncias, como por exemplo o sequestro, abdicaram da sua fé. Ao serem sequestrados pelos muçulmanos, duas opções se apresentavam aos cristãos: manter-se firmes na sua fé e aguardar a oportunidade de regressar à sua terra (através da alforria ou da fuga) ou abrir mão do cristianismo e passar a professar a dos seus amos, passando então a ser chamados renegados, e essa prática era considerada como uma traição grave ao Reino de Deus. Entretanto, um muçulmano que se converteu, abdicando do sua fé também pode ser chamado renegado.
No contexto das conversões religiosas na Península Ibérica medieval o termo é também frequentemente usado como sinónimo de muladi, elche e tornadiço (ver a secção "outros renegados religiosos").

## Renegados na Berbéria
No contexto da história da Idade Moderna do Ocidente, o termo por vezes designa especificamente os europeus que viveram nos estados muçulmanos da Berbéria (ou Barbária, no noroeste de África) e que renunciaram ao cristianismo.
Muita dessa gente abandonou as suas terras à força, por terem sido feitos cativos de piratas da Berbéria durante os ataques que estes levavam a cabo nas costas europeias, sendo depois vendidos como escravos. Era frequente que esses escravos fossem libertados ou tivessem uma vida menos dura caso se convertessem ao islamismo e muitos deles chegaram a ter posições de destaque entre os que os tinham capturado ou que eram seus amos.
O escritor francês do século XVII Germain Moüette foi capturado por corsários de Salé e vendido como escravo em outubro de 1670, quando era apenas um jovem. Não se tem muitas informações sobre a sua vida antes da captura, mas acredita-se que ele fosse filho de um cobrador de impostos e tivesse uma educação razoável, pois escreveu bem sobre as suas experiências. Moüette passou mais de uma década como escravo antes de ser resgatado e retornar a França, onde publicaria o livro “Relation de la captivité du Sr Mouette dans les royaumes de Fez et de Maroc …” que relata como foi sua vida como escravo e descreve os detalhes das cidades de Fez, Marraquexe e Salé, onde viveu como escravo, e relatou que a mulher de um dos seus amos lhe prometeu a mão da sua sobrinha se ele abjurasse a sua fé cristã, o que ele recusou.
Houve também renegados que eram aventureiros que procuravam a sua sorte ao serviço de piratas muçulmanos ou como mercenários. Muitos dos comandantes e grande parte das tripulações dos navios dos piratas da Berbéria eram renegados, ou seja, europeus originalmente cristãos. Na República de Salé, um estado pirata que durou algumas décadas no século XVII, onde estavam baseados os Sale Rovers, os renegados tiveram grande relevância, controlando uma parte importante das operações de pirataria.
O mais célebre renegado de Salé foi o holandês Jan Janszoon, conhecido pelo seu nome em árabe de Murad Reis, o Novo, John Barber ou Capitão John. Janszoon nasceu em 1575 em Haarlem, na Holanda do Norte. Com 25 anos, na posse de uma carta de corso holandesa, começou a atacar navios espanhóis, no âmbito da Guerra dos Oitenta Anos contra a Espanha. Como a atividade corsária a partir dos Países Baixos se revelava pouco lucrativa, mudou as suas operações para o norte de África, onde desrespeitando as suas cartas de corso, podia atacar navios de todas as nacionalidades, inclusivamente holandeses. Quando os seus ataques eram navios espanhóis, hasteava um pavilhão holandês; quando eram de outras nacionalidades, fingia ser um capitão otomano ou de vários principados do Mediterrâneo. Foi capturado por piratas da Berbéria em 1618 e levado para Argel, onde rapidamente se tornou um comandante pirata. Mudou-se depois para Salé, onde foi nomeado grande almirante e governador do sultão marroquino, antes de ser um dos fundadores da República de Salé.
Outro renegado célebre foi Yuder Paxá (ou Judar Paxá), um eunuco que desempenhou seu papel com dedicação, utilizando seus esforços para fazer com que os jovens cativos renunciassem à fé cristã. Para se converter desta forma, ele passou doze anos numa casa de campo, provavelmente recebendo formação islâmica. Yuder nasceu na região de Almeria, no sul de Espanha no seio duma família mourisca, tendo sido capturado por piratas em criança e levado para Marrocos, onde foi subindo na escala social. Pela sua atuação na Batalha de Alcácer-Quibir (1578), foi nomeado caide (governador) de Marraquexe e em 1590 foi o comandante das tropas do sultão saadiano Amade Almançor que conquistaram o Império Songai, atualmente no no Mali.

## Outros renegados religiosos
Na Península Ibérica, durante o período islâmico houve populações locais hispano-visigóticas — os chamados muladis — que abandonaram o cristianismo e se converteram ao islamismo no século VIII. Nos séculos XIV e XV houve muitos cristãos, muitos deles ex-cativos, — os chamados elches — que se converteram igualmente ao islamismo. Na mesma altura existiram também os tornadiços, o inverso dos elches, isto é, muçulmanos que se converteram ao cristianismo. Durante as perseguições religiosas do final do século XV e do século XVI, muitos muçulmanos e judeus converteram-se ao cristianismo, muitas vezes à força, sendo chamados  cristãos-novos. Um exemplo disso foi a a conversão forçada de judeus e mouros livres, decretada pelo rei D. Manuel I de Portugal, sob risco de pena de morte e confiscação das suas propriedades. Por vezes os cristãos-novos de origem judaica eram também chamados marranos, um termo depreciativo que geralmente se associa a judeus supostamente convertidos ao cristianismo que continuavam a professar o judaísmo secretamente.
O termo renegado foi também usado para designar os huguenotes (calvinistas franceses) nos séculos XVI e XVII e os independentistas dos Países Baixos que se rebelaram contra Filipe II de Espanha em 1581.
Com o início da presença europeia no Oriente no final do século XV, os portugueses instalaram-se na Índia. Alguns dos portugueses dos quais se tem registo instalaram-se em Goa durante os séculos XVI e XVII. Muitos deles foram considerados renegados, e por essa razão há registos inquisitoriais que podem ser consultados. Esses renegados portugueses eram filhos de pais também portugueses e cristãos-velhos, porém, em algum momento, acabaram por tornar-se muçulmanos. Muitos tornavam-se renegados para garantir sua sobrevivência, já que a maioria sofria ameaças tanto das autoridades portuguesas como das autoridades islâmicas dos estados vizinhos a quem prestavam serviços.
Alguns destes renegados eram beneficiados ao tornarem-se "mouros" (muçulmanos), já que obtinham recursos materiais, como lotes de terra. Além disso, também podiam receber a moxara que era um tipo de pensão recebida em troca de serviços prestados. Com isso, percebe-se que muitos destes renegados portugueses, de certa maneira, compunham a sua imagem de acordo com a situação em que encontravam-se, ou seja, mostravam aparência muçulmana ou cristã (através de vestimentas, por exemplo), tendo assim acesso às comunidades de ambas as crenças e, provavelmente, sabiam comunicar-se com os membros de cada uma das comunidades, facilitando o acesso aos meios para sua segurança e subsistência.
Os renegados acabavam sendo suspeitos tanto para os muçulmanos como para os portugueses, devido às suas "identidades fluidas" e as suas "personas", que variavam conforme o contexto com que se deparavam.